# Santa Cruz, Sonora
Santa Cruz là một đô thị thuộc bang Sonora, México. Năm 2005, dân số của đô thị này là 1786 người.